# Kroonmaki
De kroonmaki (Eulemur coronatus) is een zoogdier uit de familie van de maki's (Lemuridae). De wetenschappelijke naam van de soort werd voor het eerst geldig gepubliceerd door John Edward Gray in 1842.

## Beschrijving

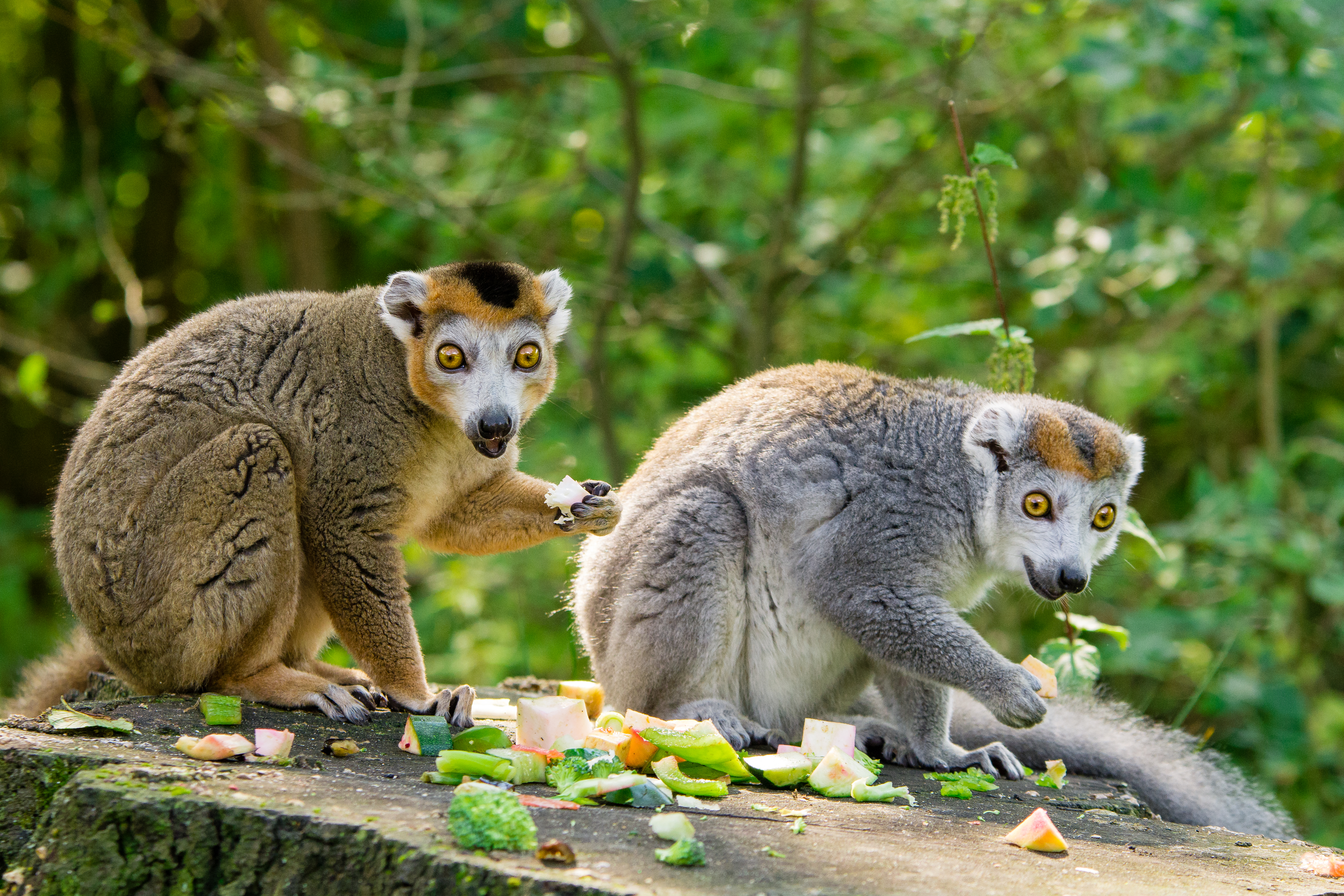
Kroonmaki's, links een mannetje, rechts een vrouwtje.

De kroommaki behoort tot de wat kleinere soorten echte maki's. Er is verschil tussen het mannetje en het vrouwtje (seksueel dimorfisme). Het mannetje heeft een grijsbruine vacht van boven en is lichtgrijs op de buik en de borst. Het gezicht is lichtgrijs, de spitse snuit is zwart. Kenmerkend is een oranje gekleurd en V-vormig patroon op de kop, dat van boven door de donkere vachtkleur op de kop duidelijk wordt afgegrensd; verder heeft het mannetje oranje bakkebaarden. Het vrouwtje heeft een lichtere, grijze vacht, geen zwart op de kop en geen oranje bakkebaarden.
Een volwassen kroonmaki een kop-romplengte van 34 tot 36 cm, een staartlengte van 41 tot 49 cm en een lichaamsgewicht van 1,5 tot 1,8 kg.

## Leefgebied
De kroonmaki leeft in bergbossen, regenwouden en drogere bossen in het noorden van Madagaskar tot op een hoogte van 1250 m boven de zeespiegel. Het is de enige soort maki die ook voorkomt op het schiereiland Cap d’Ambre.
Het is een bosbewoner die zowel ’s nachts als overdag actief is. Hij beweegt zich niet alleen hoog in de boomkronen, maar komt ook lager en op de grond om daar gevallen vruchten te verzamelen, aarde te eten en om zich snel te verplaatsen.
De kroonmaki leeft in familiegroepjes, bestaande uit gemiddeld 5 tot 6 exemplaren, maximaal tot 15 individuen. In geschikt gebied, zoals in het bosreservaat Ankarana (zie foto) wordt de dichtheid geschat op 221 individuen/km².

## Bedreigingen
De kroonmaki is kwetsbaar door de vernietiging van zijn leefgebied door zwerflandbouw (slash-and-burn), productie van houtskool, mijnbouwkundige winning van saffier en goud en illegale houtkap. Ook wordt er op gejaagd voor het vlees. Daarom staat de kroonmaki als kwetsbaar op de internationale rode lijst.